# Области тьмы
«Области тьмы» (англ. The Dark Fields, 2001; рус.  перевод 2008) — роман ирландского писателя Алана Глинна (англ. Alan Glynn). Впервые опубликован на английском языке в 2001 году в издательстве Little, Brown and Company. Русский перевод романа вышел в 2008 году. В 2011 году режиссёр Нил Бёргер по мотивам романа снял одноимённый фильм «Области тьмы». В преддверии экранизации роман был переиздан.

## Структура романа
Роман поделён на 28 глав, объединённых в 4 части. Книга посвящена ирландской певице Энье (англ. Enya).
Повествование ведётся от лица Эдди Спинолы, он вспоминает о том, как изменилась его жизнь после начала приёма психотропного препарата «МДТ-48».

## Сюжет
Однажды Эдди встречает Вернона Ганта, брата бывшей жены. По словам Вернона, он завязал с торговлей наркотиками и устроился консультантом в фармацевтическую компанию. Между делом Вернон предлагает Эдди попробовать новое лекарство, повышающее эффективность мозга. Зная Вернона, Эдди сперва отказывается, но затем принимает таблетку, эффект которой не заставляет себя ждать. На следующий день он приезжает к Вернону за очередной порцией. Однако, отлучившись на некоторое время, по возвращении Эдди находит Вернона убитым. Вызвав полицию, он обыскивает квартиру и находит тайник с «МДТ-48», после чего жизнь Эдди кардинально меняется.

## Персонажи
- Эдди Спинола (англ. Eddie Spinola) — главное действующее лицо и рассказчик. Писатель, живёт в Нью-Йорке, работает в издательстве «Керр и Декстер».
- Вернон Гант (англ. Vernon Gant) — брат бывшей жены Эдди. Наркоторговец. Убит в собственной квартире.
- Мелисса — бывшая жена Эдди.
- Карл Ван Лун — генеральный директор компании «Ван Лун и партнёры». Работодатель Эдди.
- Геннадий — член русской мафии. Дал Эдди кредит для игры на бирже.

## Экранизация
Фильм Нила Бёргера «Области тьмы» (в оригинале — Limitless, с англ. — «безграничный») использует основную идею и персонажей романа, однако ряд событий и концовка изменены.

## Издания

### Издания на русском языке
- Области тьмы / Пер. с англ. А. В. Скобина. — М.: АСТ, 2008. — 352 с. — (Альтернатива). — 3000 экз. — ISBN 978-5-170-51172-3.
- Области тьмы / Пер. с англ. С. Артемова. — СПб.: Азбука, 2011. — 352 с. — 8000 экз. — ISBN 978-5-389-01973-7.